# Horatio Walpole, II conte di Orford
Horatio Walpole, II conte di Orford (24 giugno 1752 – 15 giugno 1822), è stato un nobile e politico inglese.

## Carriera
Orford era figlio di Horatio Walpole, I conte di Orford, figlio di Horatio Walpole, I barone Walpole, fratello del primo ministro Robert Walpole, I conte di Orford. Sua madre era Lady Rachel, figlia di William Cavendish, III duca di Devonshire. Ottenne il titolo di cortesia Lord Walpole quando la contea di Orford fu rianimata in favore di suo padre nel 1806.
Fu eletto deputato al parlamento per Wigan nel 1780, un seggio che mantenne fino al 1784, e rappresentò King's Lynn (1784-1809). Nel 1809 successe al padre nella contea ed entrò nella Camera dei lord.

## Matrimoni

### Primo Matrimonio
Sposò, il 27 luglio 1781, Sophia Churchill (?-9 novembre 1797), figlia del colonnello Charles Churchill. Ebbero dieci figli:
- Horatio Walpole, III conte di Orford (14 giugno 1783-29 dicembre 1858)[1];
- Frederick Charles Walpole (29 gennaio 1786);
- John Walpole (17 novembre 1787);
- Charlotte Walpole (3 luglio 1789);
- Lady Maria Walpole (1790-6 dicembre 1870), sposò Martin West, ebbero un figlio;
- Lady Harriet Walpole (1 marzo 1792-18 aprile 1875), sposò Sir William Hoste, ebbero sei figli;
- Ann Walpole (1 settembre 1793);
- Lady Georgiana Mary Walpole (18 febbraio 1795-16 gennaio 1859), sposò Joseph Wolff, ebbero un figlio;
- Lady Sophia Anne Walpole (2 luglio 1796-11 gennaio 1808);
- Lady Catherine Walpole (5 novembre 1797-20 agosto 1867), sposò Henry Long, ebbero otto figli.

### Secondo Matrimonio
Sposò, il 28 luglio 1806, Catherine Tunstall (?-1807), figlia di James Tunstall. Non ebbero figli.

## Morte
Morì il 15 giugno 1822. Gli succedette nella contea suo figlio, Horatio.

## Ascendenza
|                                           |                                          |                                         | Genitori                      |  |  | Nonni |  |  | Bisnonni       |  |  | Trisnonni      |  |
|                                           |                                          |                                         |                               |  |  |       |  |  | Robert Walpole |  |  | Edward Walpole |  |
|                                           |                                          |                                         |                               |  |  |       |  |  | Robert Walpole |  |  | Edward Walpole |  |
|                                           |                                          | Susan Crane                             |                               |  |  |       |  |  | Robert Walpole |  |  |                |  |
| Horatio Walpole, I barone Walpole         |                                          |                                         |                               |  |  |       |  |  | Robert Walpole |  |  |                |  |
|                                           |                                          | Mary Burwell                            | Geoffrey Burwell              |  |  |       |  |  |                |  |  |                |  |
|                                           |                                          | Mary Burwell                            | Geoffrey Burwell              |  |  |       |  |  |                |  |  |                |  |
|                                           |                                          | Mary Burwell                            | Elizabeth Derehaugh           |  |  |       |  |  |                |  |  |                |  |
| Horatio Walpole, I conte di Orford        |                                          | Mary Burwell                            |                               |  |  |       |  |  |                |  |  |                |  |
|                                           |                                          | Peter Lombard                           | …                             |  |  |       |  |  |                |  |  |                |  |
|                                           |                                          | Peter Lombard                           | …                             |  |  |       |  |  |                |  |  |                |  |
|                                           |                                          | Peter Lombard                           | …                             |  |  |       |  |  |                |  |  |                |  |
| Mary Magdalen Lombard                     |                                          | Peter Lombard                           |                               |  |  |       |  |  |                |  |  |                |  |
|                                           |                                          | Marianne Ernault                        | …                             |  |  |       |  |  |                |  |  |                |  |
|                                           |                                          | Marianne Ernault                        | …                             |  |  |       |  |  |                |  |  |                |  |
|                                           |                                          | Marianne Ernault                        | …                             |  |  |       |  |  |                |  |  |                |  |
| Horatio Walpole, II conte di Orford       |                                          | Marianne Ernault                        |                               |  |  |       |  |  |                |  |  |                |  |
|                                           | William Cavendish, II duca di Devonshire | William Cavendish, I duca di Devonshire |                               |  |  |       |  |  |                |  |  |                |  |
|                                           | William Cavendish, II duca di Devonshire | William Cavendish, I duca di Devonshire |                               |  |  |       |  |  |                |  |  |                |  |
|                                           | William Cavendish, II duca di Devonshire | Mary Butler                             |                               |  |  |       |  |  |                |  |  |                |  |
| William Cavendish, III duca di Devonshire | William Cavendish, II duca di Devonshire |                                         |                               |  |  |       |  |  |                |  |  |                |  |
|                                           |                                          | Rachel Russell                          | William Russell, lord Russell |  |  |       |  |  |                |  |  |                |  |
|                                           |                                          | Rachel Russell                          | William Russell, lord Russell |  |  |       |  |  |                |  |  |                |  |
|                                           |                                          | Rachel Russell                          | Rachel Wriothesley            |  |  |       |  |  |                |  |  |                |  |
| Rachel Cavendish                          |                                          | Rachel Russell                          |                               |  |  |       |  |  |                |  |  |                |  |
|                                           |                                          | John Hoskins                            | Charles Hoskyns               |  |  |       |  |  |                |  |  |                |  |
|                                           |                                          | John Hoskins                            | Charles Hoskyns               |  |  |       |  |  |                |  |  |                |  |
|                                           |                                          | John Hoskins                            | Anne Hale                     |  |  |       |  |  |                |  |  |                |  |
| Catherine Hoskins                         |                                          | John Hoskins                            |                               |  |  |       |  |  |                |  |  |                |  |
|                                           |                                          | Catherine Hale                          | William Hale                  |  |  |       |  |  |                |  |  |                |  |
|                                           |                                          | Catherine Hale                          | William Hale                  |  |  |       |  |  |                |  |  |                |  |
|                                           |                                          | Catherine Hale                          | Mary Elwes                    |  |  |       |  |  |                |  |  |                |  |
|                                           |                                          | Catherine Hale                          |                               |  |  |       |  |  |                |  |  |                |  |